# Veněra 2
Veněra 2 (rusky: Венера-2) byla sonda vypuštěná roku 1965 v rámci sovětského programu Veněra, určená pro výzkum Venuše.

## Konstrukce
Kromě fototelevizního systému pro snímkování planety nesla sonda rozkládací parabolickou anténu z jemné síťoviny o průměru asi 2 metry, dále detektory kosmického záření a další přístroje.

## Průběh letu
Po startu z kosmodromu Bajkonur se dostala na oběžnou dráhu kolem Země, z ní pak pomocí posledního stupně nosné rakety Molnija na dráhu k Venuši. V evidenci COSPAR získala označení 1965-091A. Nasměrování bylo natolik přesné, že nebylo potřeba obvyklé korekce dráhy. Dne 27. února 1966 sonda prolétla ve vzdálenosti 24 000 km od Venuše. Ačkoliv na sondu byly krátce předtím vyslány povely pro zahájení výzkumného programu (zejména fotografování), jejich potvrzení ani výsledky měření nebyly zachyceny. Má se za to, že sonda skončila na heliocentrické oběžné dráze. Příčina poruchy spojení nebyla zjištěna. Objekt již není sledován.